# Major League Soccer 2017
La temporada 2017 de la Major League Soccer (MLS) fue la vigésima segunda edición de la primera división del fútbol en los Estados Unidos y Canadá. Empezó el 3 de marzo y concluyó el 9 de diciembre.
Toronto FC se adjudicó con el Supporters' Shield como el mejor de la temporada regular y se consagró campeón de la MLS Cup tras derrotar en la final a los Seattle Sounders, de esta forma, logró su primer título y convirtiéndose en el primer equipo canadiense en ganar ambos trofeos.

## Cambios
- Atlanta United FC y Minnesota United FC se unieron a la liga como equipos de expansión para esta temporada 2017.

## Información de los equipos
| Equipo                                          | Ciudad            | Entrenador      | Estadio                    | Aforo  | Patrocinador              | Marca  |
| ----------------------------------------------- | ----------------- | --------------- | -------------------------- | ------ | ------------------------- | ------ |
| Atlanta United FC                               | Atlanta           | Gerardo Martino | Mercedes-Benz Stadium      | 42 500 | American Family Insurance | Adidas |
| Chicago Fire                                    | Bridgeview        | Veljko Paunović | Toyota Park                | 20 000 | Valspar                   | Adidas |
| Colorado Rapids                                 | Commerce City     | Steve Cooke (I) | Dick's Sporting Goods Park | 19 680 | Transamerica              | Adidas |
| Columbus Crew                                   | Columbus          | Gregg Berhalter | Mapfre Stadium             | 20 145 | Acura                     | Adidas |
| D.C. United                                     | Washington D. C.  | Ben Olsen       | RFK Memorial Stadium       | 19 647 | Leidos                    | Adidas |
| FC Dallas                                       | Frisco            | Óscar Pareja    | Toyota Stadium             | 21 193 | AdvoCare                  | Adidas |
| Houston Dynamo                                  | Houston           | Wilmer Cabrera  | BBVA Compass Stadium       | 22 000 | BHP Billiton              | Adidas |
| Los Angeles Galaxy                              | Carson            | Sigi Schmid     | StubHub Center             | 27 000 | Herbalife                 | Adidas |
| Minnesota United FC                             | Minneapolis       | Adrian Heath    | TCF Bank Stadium           | 52 525 | Target                    | Adidas |
| Montreal Impact                                 | Montreal          | Mauro Biello    | Estadio Saputo             | 20 541 | Banco de Montreal         | Adidas |
| New England Revolution                          | Foxborough        | Tom Soehn (I)   | Gillette Stadium           | 20 000 | UnitedHealth Group        | Adidas |
| New York City FC                                | Bronx, Nueva York | Patrick Vieira  | Yankee Stadium             | 30 000 | Etihad Airways            | Adidas |
| New York Red Bulls                              | Harrison          | Jesse Marsch    | Red Bull Arena             | 25 189 | Red Bull                  | Adidas |
| Orlando City                                    | Orlando           | Jason Kreis     | Orlando City Stadium       | 25 500 | Orlando Health            | Adidas |
| Philadelphia Union                              | Chester           | Jim Curtin      | Talen Energy Stadium       | 18 500 | Bimbo Bakeries USA        | Adidas |
| Portland Timbers                                | Portland          | Caleb Porter    | Providence Park            | 21 144 | Alaska Airlines           | Adidas |
| Real Salt Lake                                  | Sandy             | Mike Petke      | Rio Tinto Stadium          | 20 213 | LifeVantage               | Adidas |
| San Jose Earthquakes                            | San José          | Chris Leitch    | Avaya Stadium              | 18 000 | Sutter Health             | Adidas |
| Seattle Sounders FC                             | Seattle           | Brian Schmetzer | CenturyLink Field          | 40 000 | Xbox                      | Adidas |
| Sporting Kansas City                            | Kansas City       | Peter Vermes    | Children's Mercy Park      | 18 467 | Ivy Funds                 | Adidas |
| Toronto FC                                      | Toronto           | Greg Vanney     | BMO Field                  | 30 991 | Banco de Montreal         | Adidas |
| Vancouver Whitecaps FC                          | Vancouver         | Carl Robinson   | BC Place                   | 21 000 | Bell Canada               | Adidas |
| Datos actualizados al 19 de septiembre de 2017. |                   |                 |                            |        |                           |        |

### Equipos por región
Estados Unidos
| Estado           | N.º | Equipos                                   |
| ---------------- | --- | ----------------------------------------- |
| California       | 2   | Los Angeles Galaxy y San Jose Earthquakes |
| Texas            | 2   | FC Dallas y Houston Dynamo                |
| Colorado         | 1   | Colorado Rapids                           |
| Florida          | 1   | Orlando City                              |
| Georgia          | 1   | Atlanta United FC                         |
| Illinois         | 1   | Chicago Fire                              |
| Kansas           | 1   | Sporting Kansas City                      |
| Massachusetts    | 1   | New England Revolution                    |
| Minnesota        | 1   | Minnesota United FC                       |
| Nueva Jersey     | 1   | New York Red Bulls                        |
| Nueva York       | 1   | New York City FC                          |
| Ohio             | 1   | Columbus Crew                             |
| Oregón           | 1   | Portland Timbers                          |
| Pensilvania      | 1   | Philadelphia Union                        |
| Utah             | 1   | Real Salt Lake                            |
| Washington       | 1   | Seattle Sounders FC                       |
| Washington D. C. | 1   | D.C. United                               |

Canadá
| Provincia          | N.º | Equipos                |
| ------------------ | --- | ---------------------- |
| Columbia Británica | 1   | Vancouver Whitecaps FC |
| Ontario            | 1   | Toronto FC             |
| Quebec             | 1   | Montreal Impact        |

### Cambios de entrenadores
Pretemporada
| Club                | Entrenador saliente     | Fecha de salida         | Reemplazado por | Fecha de llegada         |
| ------------------- | ----------------------- | ----------------------- | --------------- | ------------------------ |
| Atlanta United FC   | Equipo de expansión     | Equipo de expansión     | Gerardo Martino | 27 de septiembre de 2016 |
| Minnesota United FC | Equipo de expansión     | Equipo de expansión     | Adrian Heath    | 29 de noviembre de 2016  |
| Houston Dynamo      | Wade Barrett (interino) | 28 de octubre de 2016   | Wilmer Cabrera  | 28 de octubre de 2016    |
| Los Angeles Galaxy  | Bruce Arena             | 22 de noviembre de 2016 | Curt Onalfo     | 13 de diciembre de 2016  |

Temporada
| Club                   | Entrenador saliente | Fecha de salida          | Reemplazado por        | Fecha de llegada         |
| ---------------------- | ------------------- | ------------------------ | ---------------------- | ------------------------ |
| Real Salt Lake         | Jeff Cassar         | 20 de marzo de 2017      | Mike Petke             | 29 de marzo de 2017      |
| San Jose Earthquakes   | Dominic Kinnear     | 25 de junio de 2017      | Chris Leitch           | 25 de junio de 2017      |
| Los Angeles Galaxy     | Curt Onalfo         | 27 de julio de 2017      | Sigi Schmid            | 27 de julio de 2017      |
| Colorado Rapids        | Pablo Mastroeni     | 15 de agosto de 2017     | Steve Cooke (interino) | 15 de agosto de 2017     |
| New England Revolution | Jay Heaps           | 18 de septiembre de 2017 | Tom Soehn (interino)   | 18 de septiembre de 2017 |

## Posiciones

### Conferencia Este
|  | Pos. | Equipos                | PJ | G  | E  | P  | GF | GC | Dif. | Pts. |
|  | ---- | ---------------------- | -- | -- | -- | -- | -- | -- | ---- | ---- |
|  | 1    | Toronto FC             | 34 | 20 | 9  | 5  | 74 | 37 | +37  | 69   |
|  | 2    | New York City FC       | 34 | 16 | 9  | 9  | 56 | 43 | +13  | 57   |
|  | 3    | Chicago Fire           | 34 | 16 | 7  | 11 | 61 | 47 | +14  | 55   |
|  | 4    | Atlanta United         | 34 | 15 | 10 | 9  | 70 | 40 | +30  | 55   |
|  | 5    | Columbus Crew          | 34 | 16 | 6  | 12 | 53 | 49 | +4   | 54   |
|  | 6    | New York Red Bulls     | 34 | 14 | 8  | 12 | 53 | 47 | +6   | 50   |
|  | 7    | New England Revolution | 34 | 13 | 6  | 15 | 53 | 61 | -8   | 45   |
|  | 8    | Philadelphia Union     | 34 | 11 | 9  | 14 | 50 | 47 | +3   | 42   |
|  | 9    | Montreal Impact        | 34 | 11 | 6  | 17 | 52 | 58 | -6   | 39   |
|  | 10   | Orlando City           | 34 | 10 | 9  | 15 | 39 | 58 | -19  | 39   |
|  | 11   | D.C. United            | 34 | 9  | 5  | 20 | 31 | 60 | -29  | 32   |

|  | Clasifica a los play-offs 2017                 |
|  | Clasifica a los play-offs 2017 (Primera ronda) |

### Conferencia Oeste
|  | Pos. | Equipos              | PJ | G  | E  | P  | GF | GC | Dif. | Pts. |
|  | ---- | -------------------- | -- | -- | -- | -- | -- | -- | ---- | ---- |
|  | 1    | Portland Timbers     | 34 | 15 | 8  | 11 | 60 | 50 | +10  | 53   |
|  | 2    | Seattle Sounders FC  | 34 | 14 | 11 | 9  | 52 | 39 | +13  | 53   |
|  | 3    | Vancouver Whitecaps  | 34 | 15 | 7  | 12 | 50 | 49 | +1   | 52   |
|  | 4    | Houston Dynamo       | 34 | 13 | 11 | 10 | 57 | 45 | +12  | 50   |
|  | 5    | Sporting Kansas City | 34 | 12 | 13 | 9  | 40 | 29 | +11  | 49   |
|  | 6    | San Jose Earthquakes | 34 | 13 | 7  | 14 | 39 | 60 | -21  | 46   |
|  | 7    | FC Dallas            | 34 | 11 | 13 | 10 | 48 | 48 | 0    | 46   |
|  | 8    | Real Salt Lake       | 34 | 13 | 6  | 15 | 49 | 55 | -6   | 45   |
|  | 9    | Minnesota United     | 34 | 10 | 6  | 18 | 47 | 70 | -23  | 36   |
|  | 10   | Colorado Rapids      | 34 | 9  | 6  | 19 | 31 | 51 | -20  | 33   |
|  | 11   | Los Angeles Galaxy   | 34 | 8  | 8  | 18 | 45 | 67 | -22  | 32   |

|  | Clasifica a los play-offs 2017                 |
|  | Clasifica a los play-offs 2017 (Primera ronda) |

### Tabla general
|  | Pos. | Equipos                | PJ | G  | E  | P  | GF | GC | Dif. | Pts. |
|  | ---- | ---------------------- | -- | -- | -- | -- | -- | -- | ---- | ---- |
|  | 1    | Toronto FC             | 34 | 20 | 9  | 5  | 74 | 37 | +37  | 69   |
|  | 2    | New York City FC       | 34 | 16 | 9  | 9  | 56 | 43 | +13  | 57   |
|  | 3    | Chicago Fire           | 34 | 16 | 7  | 11 | 61 | 47 | +14  | 55   |
|  | 4    | Atlanta United         | 34 | 15 | 10 | 9  | 70 | 40 | +30  | 55   |
|  | 5    | Columbus Crew          | 34 | 16 | 6  | 12 | 53 | 49 | +4   | 54   |
|  | 6    | Portland Timbers       | 34 | 15 | 8  | 11 | 60 | 50 | +10  | 53   |
|  | 7    | Seattle Sounders FC    | 34 | 14 | 11 | 9  | 52 | 39 | +13  | 53   |
|  | 8    | Vancouver Whitecaps    | 34 | 15 | 7  | 12 | 50 | 49 | +1   | 52   |
|  | 9    | New York Red Bulls     | 34 | 14 | 8  | 12 | 53 | 47 | +6   | 50   |
|  | 10   | Houston Dynamo         | 34 | 13 | 11 | 10 | 57 | 45 | +12  | 50   |
|  | 11   | Sporting Kansas City   | 34 | 12 | 13 | 9  | 40 | 29 | +11  | 49   |
|  | 12   | San Jose Earthquakes   | 34 | 13 | 7  | 14 | 39 | 60 | -21  | 46   |
|  | 13   | FC Dallas              | 34 | 11 | 13 | 10 | 48 | 48 | 0    | 46   |
|  | 14   | Real Salt Lake         | 34 | 13 | 6  | 15 | 49 | 55 | -6   | 45   |
|  | 15   | New England Revolution | 34 | 13 | 6  | 15 | 53 | 61 | -8   | 45   |
|  | 16   | Philadelphia Union     | 34 | 11 | 9  | 14 | 50 | 47 | +3   | 42   |
|  | 17   | Montreal Impact        | 34 | 11 | 6  | 17 | 52 | 58 | -6   | 39   |
|  | 18   | Orlando City           | 34 | 10 | 9  | 15 | 39 | 58 | -19  | 39   |
|  | 19   | Minnesota United       | 34 | 10 | 6  | 18 | 47 | 70 | -23  | 36   |
|  | 20   | Colorado Rapids        | 34 | 9  | 6  | 19 | 31 | 51 | -20  | 33   |
|  | 21   | D.C. United            | 34 | 9  | 5  | 20 | 31 | 60 | -29  | 32   |
|  | 22   | Los Angeles Galaxy     | 34 | 8  | 8  | 18 | 45 | 67 | -22  | 32   |

|  | Ganador de la MLS Supporters' Shield 2017. |

## Play-offs
|    |                        | Primera ronda  |                      |    |
|    | Local                  | Resultado      | Visita               |    |
| E3 | Chicago Fire           | 0:4            | New York Red Bulls   | E6 |
| E4 | Atlanta United FC      | 0:0 (1-3 pen.) | Columbus Crew        | E5 |
| O3 | Vancouver Whitecaps FC | 5:0            | San Jose Earthquakes | O6 |
| O4 | Houston Dynamo         | 1:0 (t.s.)     | Sporting Kansas City | O5 |

|  | Semifinales de conferencia | Semifinales de conferencia | Semifinales de conferencia | Semifinales de conferencia |   |    | Finales de conferencia | Finales de conferencia | Finales de conferencia | Finales de conferencia |  |    | MLS Cup    | MLS Cup | MLS Cup |  |
|  |                            |                            |                            |                            |   |    |                        |                        |                        |                        |  |    |            |         |         |  |
|  |                            |                            |                            |                            |   |    |                        |                        |                        |                        |  |    |            |         |         |  |
|  | E1                         | Toronto FC (v)             | 2                          | 0                          |   |    |                        |                        |                        |                        |  |    |            |         |         |  |
|  | E1                         | Toronto FC (v)             | 2                          | 0                          |   |    |                        |                        |                        |                        |  |    |            |         |         |  |
|  | E6                         | New York Red Bulls         | 1                          | 1                          |   |    |                        |                        |                        |                        |  |    |            |         |         |  |
|  | E6                         | New York Red Bulls         | 1                          | 1                          |   | E1 | Toronto FC             | 0                      | 1                      |                        |  |    |            |         |         |  |
|  | Conferencia Este           |                            |                            |                            |   | E1 | Toronto FC             | 0                      | 1                      |                        |  |    |            |         |         |  |
|  |                            |                            | E5                         | Columbus Crew              | 0 | 0  |                        |                        |                        |                        |  |    |            |         |         |  |
|  | E2                         | New York City FC           | E5                         | Columbus Crew              | 0 | 0  | 1                      | 2                      |                        |                        |  |    |            |         |         |  |
|  | E2                         | New York City FC           |                            |                            |   |    |                        |                        |                        |                        |  |    |            |         |         |  |
|  | E5                         | Columbus Crew              | 4                          | 0                          |   |    |                        |                        |                        |                        |  |    |            |         |         |  |
|  | E5                         | Columbus Crew              | 4                          | 0                          |   |    |                        |                        |                        |                        |  | E1 | Toronto FC | 2       |         |  |
|  |                            |                            |                            |                            |   |    |                        |                        |                        |                        |  | E1 | Toronto FC | 2       |         |  |
|  |                            |                            | O2                         | Seattle Sounders FC        | 0 |    |                        |                        |                        |                        |  |    |            |         |         |  |
|  | O1                         | Portland Timbers           | O2                         | Seattle Sounders FC        | 0 | 0  | 1                      |                        |                        |                        |  |    |            |         |         |  |
|  | O1                         | Portland Timbers           |                            |                            |   |    |                        |                        |                        |                        |  |    |            |         |         |  |
|  | O4                         | Houston Dynamo             | 0                          | 2                          |   |    |                        |                        |                        |                        |  |    |            |         |         |  |
|  | O4                         | Houston Dynamo             | 0                          | 2                          |   | O4 | Houston Dynamo         | 0                      | 0                      |                        |  |    |            |         |         |  |
|  | Conferencia Oeste          |                            |                            |                            |   | O4 | Houston Dynamo         | 0                      | 0                      |                        |  |    |            |         |         |  |
|  |                            |                            | O2                         | Seattle Sounders FC        | 2 | 3  |                        |                        |                        |                        |  |    |            |         |         |  |
|  | O2                         | Seattle Sounders FC        | O2                         | Seattle Sounders FC        | 2 | 3  | 0                      | 2                      |                        |                        |  |    |            |         |         |  |
|  | O2                         | Seattle Sounders FC        |                            |                            |   |    |                        |                        |                        |                        |  |    |            |         |         |  |
|  | O3                         | Vancouver Whitecaps FC     | 0                          | 0                          |   |    |                        |                        |                        |                        |  |    |            |         |         |  |
|  | O3                         | Vancouver Whitecaps FC     | 0                          | 0                          |   |    |                        |                        |                        |                        |  |    |            |         |         |  |
|  |                            |                            |                            |                            |   |    |                        |                        |                        |                        |  |    |            |         |         |  |

### Ronda preliminar (Primera Ronda)
Conferencia Este
| 25 de octubre de 2017, 19:30 (UTC-5) | Chicago Fire | 0:4 (0:2) | New York Red Bulls                                        | Toyota Park, Bridgeview, Illinois                         |                                                           |
|                                      |              | Reporte   | Wright-Phillips 7' · Kljestan 11' · Royer 70' · Verón 87' | Asistencia: 11.647 espectadores Árbitro(s): Ismail Elfath | Asistencia: 11.647 espectadores Árbitro(s): Ismail Elfath |

| 26 de octubre de 2017, 19:00 (UTC-4) | Atlanta United FC                                 | 0:0 (t. s.)(1:3 p.)        | Columbus Crew                    | Mercedes-Benz Stadium, Atlanta, Georgia                   |                                                           |
|                                      |                                                   | Reporte                    |                                  | Asistencia: 67.221 espectadores Árbitro(s): Allen Chapman | Asistencia: 67.221 espectadores Árbitro(s): Allen Chapman |
|                                      |                                                   | Tiros desde el punto penal |                                  |                                                           |                                                           |
|                                      | Gressel · González Pirez · Villalba · Larentowicz |                            | Higuaín · Manneh · Hansen · Jahn |                                                           |                                                           |

Conferencia Oeste
| 25 de octubre de 2017, 19:30 (UTC-7) | Vancouver Whitecaps FC                                    | 5:0 (1:0) | San Jose Earthquakes | BC Place, Vancouver, Columbia Británica                        |                                                                |
|                                      | Montero 33' · Techera 57' · Waston 64' · Mezquida 78' 80' | Reporte   |                      | Asistencia: 21.083 espectadores Árbitro(s): José Carlos Rivero | Asistencia: 21.083 espectadores Árbitro(s): José Carlos Rivero |

| 26 de octubre de 2017, 20:30 (UTC-5) | Houston Dynamo | 1:0 (0:0; 0:0) (t. s.) | Sporting Kansas City | BBVA Compass Stadium, Houston, Texas                    |                                                         |
|                                      | Elis 94'       | Reporte                |                      | Asistencia: 14.126 espectadores Árbitro(s): Mark Geiger | Asistencia: 14.126 espectadores Árbitro(s): Mark Geiger |

### Semifinales de conferencia
Conferencia Este
| 30 de octubre de 2017, 19:00 (UTC-4) | New York Red Bulls | 1:2 (1:1) | Toronto FC                | Red Bull Arena, Harrison, Nueva Jersey                   |                                                          |
|                                      | Royer 45+3' (pen.) | Reporte   | Vázquez 8' · Giovinco 72' | Asistencia: 18.107 espectadores Árbitro(s): Drew Fischer | Asistencia: 18.107 espectadores Árbitro(s): Drew Fischer |

| 5 de noviembre de 2017, 15:00 (UTC-5) | Toronto FC | 0:1 (0:0) | New York Red Bulls  | BMO Field, Toronto, Ontario                             |                                                         |
|                                       |            | Reporte   | Wright-Phillips 53' | Asistencia: 29.974 espectadores Árbitro(s): Chris Penso | Asistencia: 29.974 espectadores Árbitro(s): Chris Penso |

| 31 de octubre de 2017, 20:00 (UTC-4) | Columbus Crew                                   | 4:1 (1:0) | New York City FC | Mapfre Stadium, Columbus, Ohio                         |                                                        |
|                                      | Kamara 6' · Artur 58' · Meram 69' · Afful 90+3' | Reporte   | Villa 78'        | Asistencia: 14.416 espectadores Árbitro(s): Alan Kelly | Asistencia: 14.416 espectadores Árbitro(s): Alan Kelly |

| 5 de noviembre de 2017, 17:00 (UTC-5) | New York City FC              | 2:0 (1:0) | Columbus Crew | Yankee Stadium, Nueva York                              |                                                         |
|                                       | Villa 16' (pen.) · Struna 53' | Reporte   |               | Asistencia: 23.246 espectadores Árbitro(s): Kevin Stott | Asistencia: 23.246 espectadores Árbitro(s): Kevin Stott |

Conferencia Oeste
| 30 de octubre de 2017, 20:30 (UTC-5) | Houston Dynamo | 0:0     | Portland Timbers | BBVA Compass Stadium, Houston, Texas                      |                                                           |
|                                      |                | Reporte |                  | Asistencia: 15.169 espectadores Árbitro(s): Robert Sibiga | Asistencia: 15.169 espectadores Árbitro(s): Robert Sibiga |

| 5 de noviembre de 2017, 16:30 (UTC-8) | Portland Timbers | 1:2 (1:1) | Houston Dynamo           | Providence Park, Portland, Oregón                         |                                                           |
|                                       | Asprilla 39'     | Reporte   | Remick 43' · Manotas 77' | Asistencia: 21.144 espectadores Árbitro(s): Ismail Elfath | Asistencia: 21.144 espectadores Árbitro(s): Ismail Elfath |

| 29 de octubre de 2017, 17:30 (UTC-7) | Vancouver Whitecaps FC | 0:0     | Seattle Sounders FC | BC Place, Vancouver, Columbia Británica                 |                                                         |
|                                      |                        | Reporte |                     | Asistencia: 27.837 espectadores Árbitro(s): Kevin Stott | Asistencia: 27.837 espectadores Árbitro(s): Kevin Stott |

| 2 de noviembre de 2017, 19:30 (UTC-7) | Seattle Sounders FC | 2:0 (0:0) | Vancouver Whitecaps FC | CenturyLink Field, Seattle, Washington                       |                                                              |
|                                       | Dempsey 56' 88'     | Reporte   |                        | Asistencia: 39.587 espectadores Árbitro(s): Baldomero Toledo | Asistencia: 39.587 espectadores Árbitro(s): Baldomero Toledo |

### Finales de conferencia
Conferencia Este
| 21 de noviembre de 2017, 20:00 (UTC-5) | Columbus Crew | 0:0     | Toronto FC | Mapfre Stadium, Columbus, Ohio                            |                                                           |
|                                        |               | Reporte |            | Asistencia: 21.289 espectadores Árbitro(s): Robert Sibiga | Asistencia: 21.289 espectadores Árbitro(s): Robert Sibiga |

| 29 de noviembre de 2017, 19:30 (UTC-5) | Toronto FC   | 1:0 (0:0) | Columbus Crew | BMO Field, Toronto, Ontario                              |                                                          |
|                                        | Altidore 60' | Reporte   |               | Asistencia: 30.392 espectadores Árbitro(s): Jair Marrufo | Asistencia: 30.392 espectadores Árbitro(s): Jair Marrufo |

Conferencia Oeste
| 21 de noviembre de 2017, 21:00 (UTC-6) | Houston Dynamo | 0:2 (0:2) | Seattle Sounders FC      | BBVA Compass Stadium, Houston, Texas                    |                                                         |
|                                        |                | Reporte   | Svensson 11' · Bruin 42' | Asistencia: 22.661 espectadores Árbitro(s): Chris Penso | Asistencia: 22.661 espectadores Árbitro(s): Chris Penso |

| 30 de noviembre de 2017, 19:30 (UTC-8) | Seattle Sounders FC                     | 3:0 (1:0) | Houston Dynamo | CenturyLink Field, Seattle, Washington                 |                                                        |
|                                        | Rodríguez 22' · Dempsey 57' · Bruin 73' | Reporte   |                | Asistencia: 45.298 espectadores Árbitro(s): Alan Kelly | Asistencia: 45.298 espectadores Árbitro(s): Alan Kelly |

### MLS Cup 2017
| 9 de diciembre de 2017, 16:00 (UTC-5) | Toronto FC                   | 2:0 (0:0) | Seattle Sounders FC | BMO Field, Toronto, Ontario                               |                                                           |
|                                       | Altidore 67' · Vázquez 90+4' | Reporte   |                     | Asistencia: 30.584 espectadores Árbitro(s): Allen Chapman | Asistencia: 30.584 espectadores Árbitro(s): Allen Chapman |

|                              |
| Bandera de Ontario           |
| Campeón Toronto FC 1º título |

## Estadísticas

### Goleadores
| Nemanja Nikolić                             | Chicago Fire       | 24 | 34 |
| David Villa                                 | New York City FC   | 22 | 31 |
| Diego Valeri                                | Portland Timbers   | 21 | 32 |
| Josef Martínez                              | Atlanta United FC  | 19 | 20 |
| Ola Kamara                                  | Columbus Crew      | 18 | 34 |
| Ignacio Piatti                              | Montreal Impact    | 17 | 28 |
| Bradley Wright-Phillips                     | New York Red Bulls | 17 | 32 |
| Sebastian Giovinco                          | Toronto FC         | 16 | 25 |
| Última actualización: 23 de octubre de 2017 |                    |    |    |

### Asistencias
| Sacha Kljestan                              | New York Red Bulls     | 17 | 32 |
| Víctor Vázquez                              | Toronto FC             | 16 | 31 |
| Lee Nguyen                                  | New England Revolution | 15 | 31 |
| Federico Higuaín                            | Columbus Crew          | 14 | 26 |
| Miguel Almirón                              | Atlanta United FC      | 14 | 30 |
| Michael Barrios                             | FC Dallas              | 14 | 34 |
| Última actualización: 23 de octubre de 2017 |                        |    |    |

## Premios y reconocimientos

### JugadorAlcatelde la semana
| Semana    | Futbolista         | Equipo                 |
| --------- | ------------------ | ---------------------- |
| Semana 1  | Diego Valeri       | Portland Timbers       |
| Semana 2  | Josef Martínez     | Atlanta United FC      |
| Semana 3  | Raúl Ruidiaz       | Seattle Sounders FC    |
| Semana 4  | Juan Agudelo       | New England Revolution |
| Semana 5  | Érick Torres       | Houston Dynamo         |
| Semana 6  | Albert Rusnák      | Real Salt Lake         |
| Semana 7  | Nemanja Nikolić    | Chicago Fire           |
| Semana 8  | Sebastian Giovinco | Toronto FC             |
| Semana 9  | Jack Harrison      | New York City FC       |
| Semana 10 | C. J. Sapong       | Philadelphia Union     |
| Semana 11 | Justin Meram       | Columbus Crew SC       |
| Semana 12 | Miguel Almirón     | Atlanta United FC      |
| Semana 13 | Miguel Almirón     | Atlanta United FC      |
| Semana 14 | Roland Lamah       | FC Dallas              |
| Semana 15 | Fanendo Adi        | Portland Timbers       |
| Semana 16 | David Villa        | New York City FC       |
| Semana 17 | David Accam        | Chicago Fire           |
| Semana 18 | Nemanja Nikolić    | Chicago Fire           |
| Semana 19 | Clint Dempsey      | Seattle Sounders FC    |
| Semana 20 | Daniel Royer       | New York Red Bulls     |
| Semana 21 | Sebastian Giovinco | Toronto FC             |
| Semana 22 | David Villa        | New York City FC       |
| Semana 23 | Justin Morrow      | Toronto FC             |
| Semana 24 | Ignacio Piatti     | Montreal Impact        |
| Semana 25 | Sebastian Giovinco | Toronto FC             |
| Semana 26 | Kei Kamara         | New England Revolution |
| Semana 27 | Jozy Altidore      | Toronto FC             |
| Semana 28 | Josef Martínez     | Atlanta United FC      |
| Semana 29 | Patrick Mullins    | D.C. United            |
| Semana 30 | Justin Morrow      | Toronto FC             |
| Semana 31 | Kevin Molino       | Minnesota United       |
| Semana 32 | Nemanja Nikolić    | Chicago Fire           |
| Semana 33 | Chris Wondolowski  | San Jose Earthquakes   |

### Gol de la semana
| Semana    | Futbolista             | Equipo                 |
| --------- | ---------------------- | ---------------------- |
| Semana 1  | Romell Quioto          | Houston Dynamo         |
| Semana 2  | Miguel Almirón         | Atlanta United FC      |
| Semana 3  | Josef Martínez         | Atlanta United FC      |
| Semana 4  | Sin ganador            | Sin ganador            |
| Semana 5  | Diego Valeri           | Portland Timbers       |
| Semana 6  | Nicolás Lodeiro        | Seattle Sounders FC    |
| Semana 7  | Anthony Jackson-Hamel  | Montreal Impact        |
| Semana 8  | Darlington Nagbe       | Portland Timbers       |
| Semana 9  | Andrew Jacobson        | Vancouver Whitecaps FC |
| Semana 10 | Alberth Elis           | Houston Dynamo         |
| Semana 11 | Shkëlzen Gashi         | Colorado Rapids        |
| Semana 12 | Miguel Almirón         | Atlanta United FC      |
| Semana 13 | Héctor Daniel Villalba | Atlanta United FC      |
| Semana 14 | Blerim Džemaili        | Montreal Impact        |
| Semana 15 | Sin ganador            | Sin ganador            |
| Semana 16 | Miguel Almirón         | Atlanta United FC      |
| Semana 17 | Ike Opara              | Sporting Kansas City   |
| Semana 18 | Blerim Džemaili        | Montreal Impact        |
| Semana 19 | Sin ganador            | Sin ganador            |
| Semana 20 | Ian Harkes             | D.C. United            |
| Semana 21 | Nicolás Mezquida       | Vancouver Whitecaps FC |
| Semana 22 | Diego Valeri           | Portland Timbers       |
| Semana 23 | Luis Silva             | Real Salt Lake         |
| Semana 24 | Yordy Reyna            | Vancouver Whitecaps FC |
| Semana 25 | Darlington Nagbe       | Portland Timbers       |
| Semana 26 | Sin ganador            | Sin ganador            |
| Semana 27 | Greg Garza             | Atlanta United FC      |
| Semana 28 | Kevin Kratz            | Atlanta United FC      |
| Semana 29 | Héctor Villalba        | Atlanta United FC      |
| Semana 30 | Kaká                   | Orlando City           |
| Semana 31 | Sin ganador            | Sin ganador            |
| Semana 32 | Nemanja Nikolić        | Chicago Fire           |
| Semana 33 | Paul Arriola           | D.C. United            |

### Jugador del mes
| Mes        | Futbolista      | Equipo             |
| ---------- | --------------- | ------------------ |
| Marzo      | Josef Martínez  | Atlanta United FC  |
| Abril      | Joe Bendik      | Orlando City       |
| Mayo       | Nemanja Nikolić | Chicago Fire       |
| Junio      | David Villa     | New York City FC   |
| Julio      | Daniel Royer    | New York Red Bulls |
| Agosto     | Ignacio Piatti  | Montreal Impact    |
| Septiembre | Josef Martínez  | Atlanta United FC  |
| Octubre    | Tyler Deric     | Houston Dynamo     |

### Premios anuales
| Premio                    | Ganador             | Equipo               |
| ------------------------- | ------------------- | -------------------- |
| Jugador Más Valioso       | Diego Valeri        | Portland Timbers     |
| Bota de Oro               | Nemanja Nikolić     | Chicago Fire         |
| Entrenador del año        | Greg Vanney         | Toronto FC           |
| Portero del año           | Tim Melia           | Sporting Kansas City |
| Defensa del año           | Ike Opara           | Sporting Kansas City |
| Novato del año            | Julian Gressel      | Atlanta United FC    |
| Contratación del año      | Miguel Almirón      | Atlanta United FC    |
| Atajada del año           | Brad Guzan          | Atlanta United FC    |
| Gol del año               | Héctor Villalba     | Atlanta United FC    |
| Espírirtu de superación   | Clint Dempsey       | Seattle Sounders FC  |
| Fair Play                 | Seattle Sounders FC | Seattle Sounders FC  |
| Fair Play individual      | DaMarcus Beasley    | Houston Dynamo       |
| Humanitario del año       | Ryan Hollingshead   | FC Dallas            |
| Árbitro del año           | Allen Chapman       | Allen Chapman        |
| Árbitro asistente del año | Corey Parker        | Corey Parker         |

### Equipo ideal de la temporada
El 30 de noviembre se anunció el equipo ideal de la temporada (denominada MLS Best XI), que reconoce a los 11 mejores jugadores de la Major League Soccer.
| Pos. | Futbolista         | Equipo                 |
| ---- | ------------------ | ---------------------- |
| POR  | Tim Melia          | Sporting Kansas City   |
| DEF  | Justin Morrow      | Toronto FC             |
| DEF  | Ike Opara          | Sporting Kansas City   |
| DEF  | Kendall Waston     | Vancouver Whitecaps FC |
| MED  | Diego Valeri       | Portland Timbers       |
| MED  | Miguel Almirón     | Atlanta United FC      |
| MED  | Víctor Vázquez     | Toronto FC             |
| DEL  | David Villa        | New York City FC       |
| DEL  | Sebastian Giovinco | Toronto FC             |
| DEL  | Josef Martínez     | Atlanta United FC      |
| DEL  | Nemanja Nikolić    | Chicago Fire           |

## Juego de las estrellas
El juego de las estrellas de la MLS 2017 fue la 22ª edición del Juego de las Estrellas de la MLS que se llevó a cabo el 2 de agosto de 2017 entre el Equipo de las Estrellas y el Real Madrid de España, partido que se realizó en el Soldier Field en Chicago, Illinois. El encuentro terminó 1-1 en los 90 minutos, pero el conjunto español se llevó la victoria tras vencer en la tanda de los penales por 4-2. Real Madrid abrió el marcador a los 59 minutos por parte de Borja Mayoral, mientras que Dom Dwyer, anotó en el minuto 87'. Mayoral fue elegido como el jugador más valioso del juego de las estrellas.